# Thục Sơn
Thục Sơn chữ Hán giản thể: 蜀山区, âm Hán Việt: Thục Sơn khu) là một quận thuộc địa cấp thị Hợp Phì, tỉnh An Huy, Cộng hòa Nhân dân Trung Hoa. Quận Thục Sơn nằm ở tây nam của Hợp Phì, đến thời điểm ngày 6 tháng 3 năm 2002 có diện tích 85,55 km², dân số 354.600 người. Đỉnh núi cao nhất Hợp Phì, Đại Thục Sơn nằm ở phía tây quận này với độ cao tương đối so với mực nước biển là 284 m, diện tích 5,5 km². Về mặt hành chính, quận này được chia thành 8 nhai đạo biện sự xứ, 4 trấn.
- Nhai đạo biện sự xứ: Tam Lý Am, Ngũ Lý Đôn, Nam Thất, Tây Viên, Hổ Phách, Hà Diệp, Đạo Hương, Bút Giá Sơn.
- Trấn: Tỉnh Cương, Nam Cương, Cao Lưu, Tiểu Miếu.